# Nerecznica

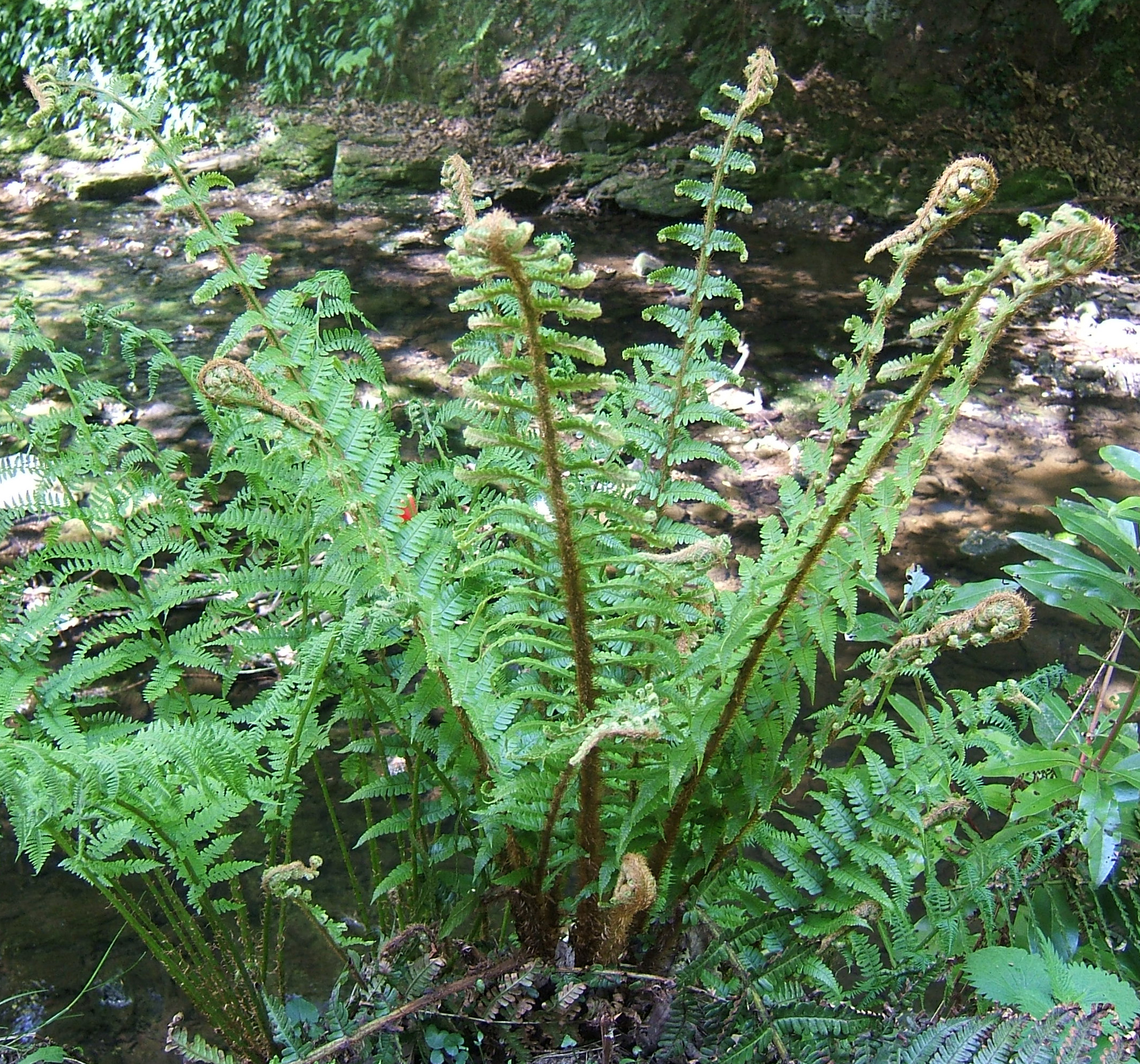
Nerecznica mocna

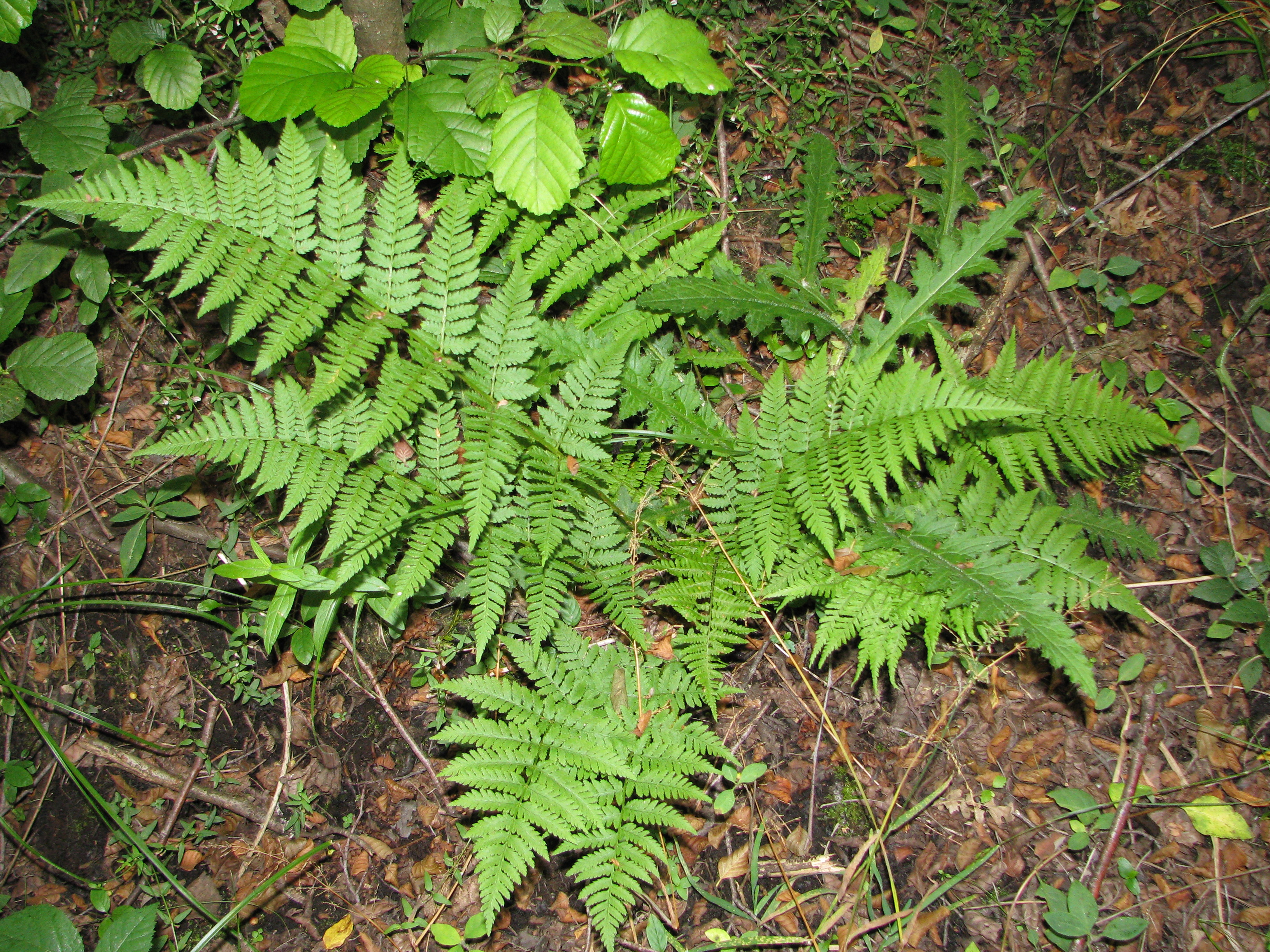
Nerecznica krótkoostna

Nerecznica (Dryopteris) – rodzaj paproci należących do rodziny nerecznicowatych (Dryopteridaceae). Obejmuje ok. 400 gatunków (348 jest zweryfikowanych według Plants of the World online). Są to średniej wielkości paprocie naziemne. Rodzaj jest kosmopolityczny. W Polsce udokumentowano występowanie 11 gatunków. 
Niektóre gatunki (zwłaszcza nerecznica szerokolistna) uprawiane są jako rośliny ozdobne. Niektóre wykorzystywane są także jako lecznicze.

## Rozmieszczenie geograficzne

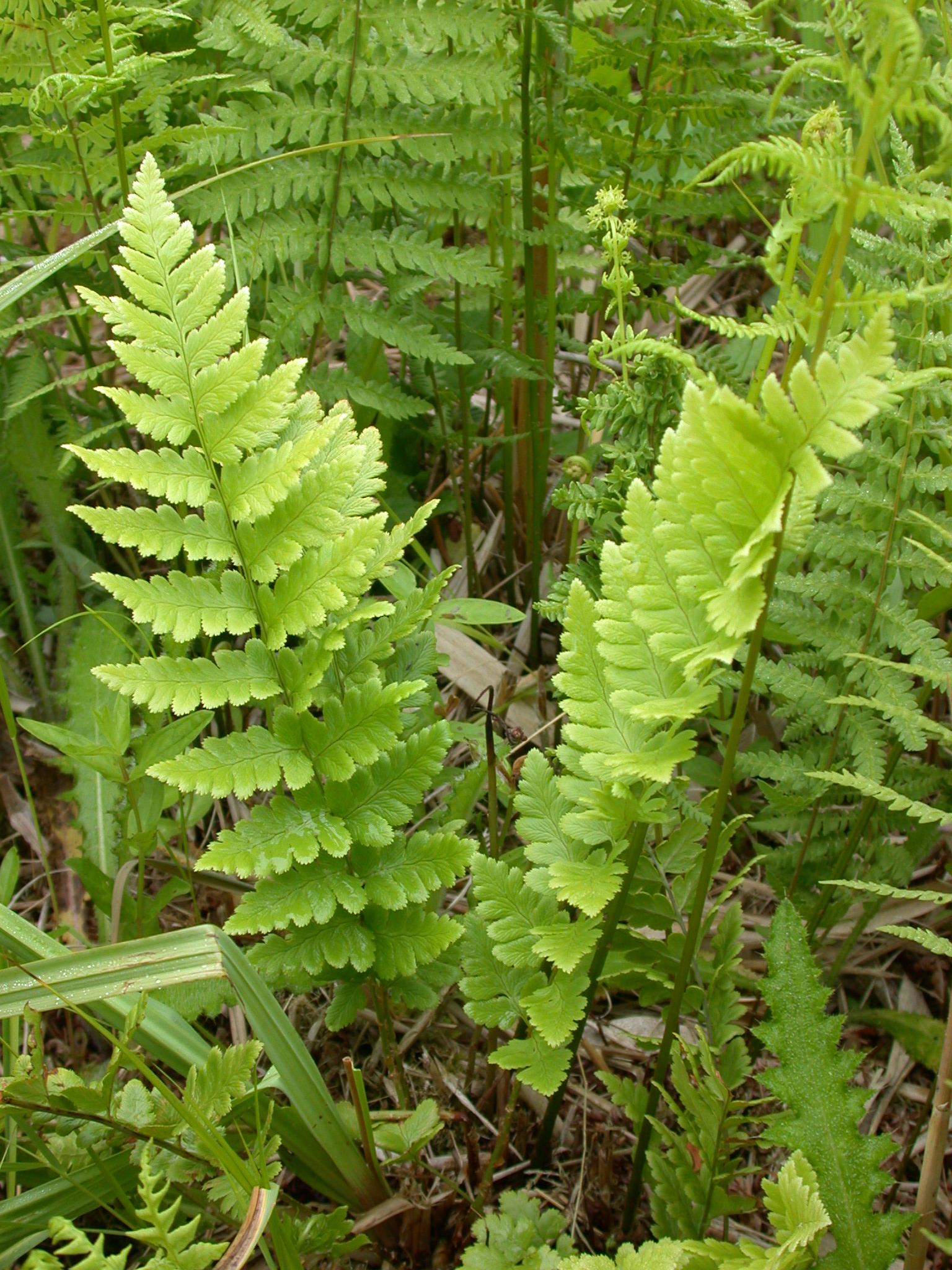
Nerecznica grzebieniasta

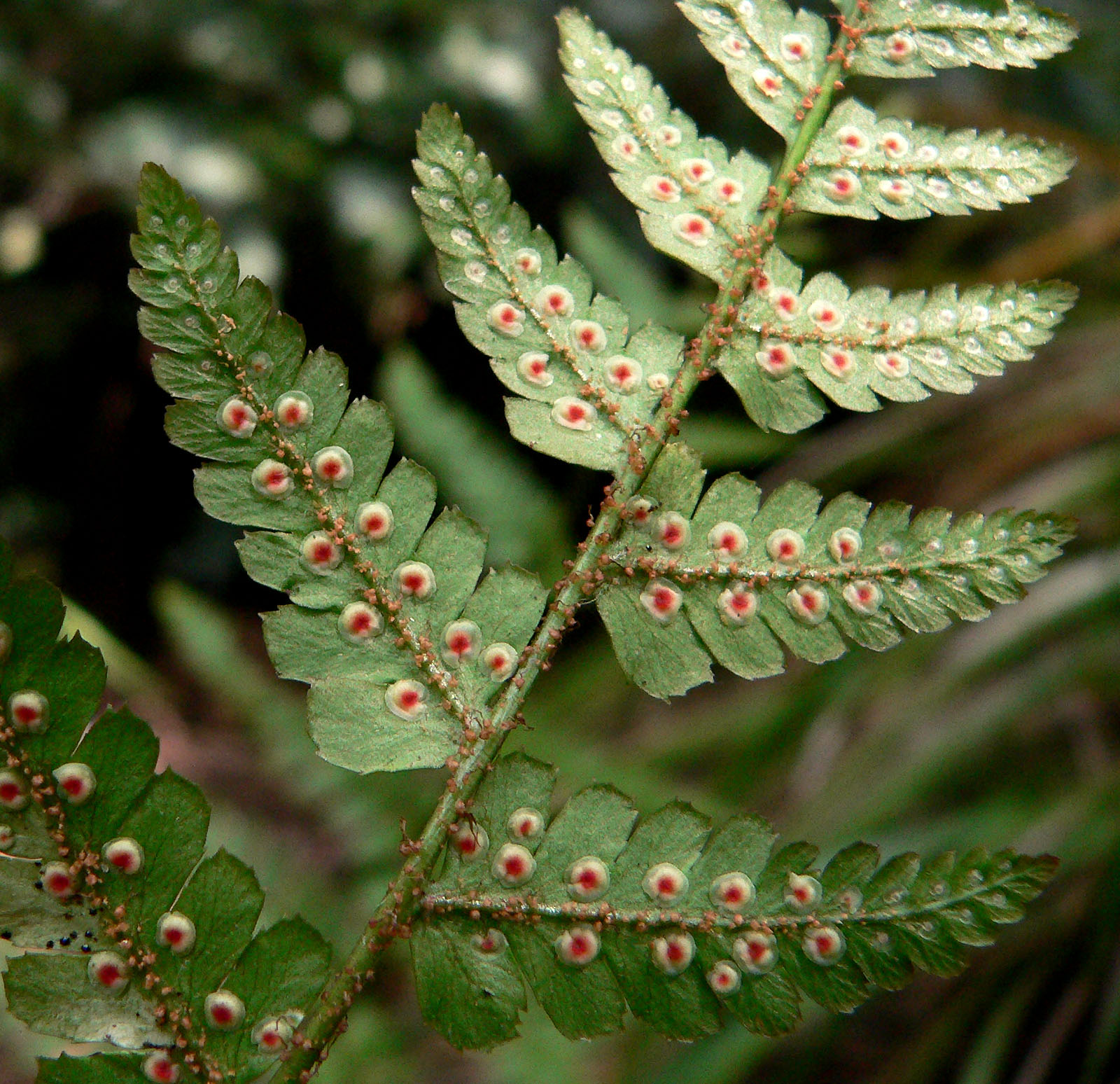
Nerecznica czerwonozarodnikowa

Zasięg rodzaju obejmuje wszystkie kontynenty (z wyjątkiem Antarktydy), ale nieliczne gatunki rosną na nizinach w strefie tropikalnej i pustynnych, brak rodzimych przedstawicieli rodzaju na Nowej Zelandii, a w Australii rośnie tylko jeden. Największe zróżnicowanie gatunkowe znajduje się w Azji Wschodniej na obszarze od Himalajów po Japonię (w Chinach rośnie 167 gatunków, z czego 60 to endemity).
W Polsce stwierdzono 11 gatunków dziko rosnących z tego rodzaju (w tym jeden wymarły w naturze).
Gatunki flory Polski
- nerecznica Borrera (Dryopteris borreri (Newman) Newman ex Oberh. & Tavel)
- nerecznica elegancka (Dryopteris pseudodisjuncta (Tavel ex Fraser-Jenk.) Fraser-Jenk.)
- nerecznica górska (Dryopteris expansa (C. Presl) Fraser-Jenk. & Jermy)
- nerecznica grzebieniasta (Dryopteris cristata (L.) A. Gray)
- nerecznica krótkoostna (Dryopteris carthusiana (Vill.) H. P. Fuchs)
- nerecznica mocna (Dryopteris abbreviata (Lam. & DC.) Newman)
- nerecznica pośrednia (Dryopteris remota (A. Braun in Döll) Druce)
- nerecznica samcza (Dryopteris filix-mas (L.) Schott)
- nerecznica szerokolistna (Dryopteris dilatata (Hoffm.) A. Gray)
- nerecznica Villara (Dryopteris villarii (Bellardi) Woyn. ex Schinz & Thell.) – gatunek w Polsce wymarły
- nerecznica walijska (Dryopteris cambrensis (Fraser-Jenk.) Beitel & W. R. Buck)

## Systematyka
Pozycja systematyczna

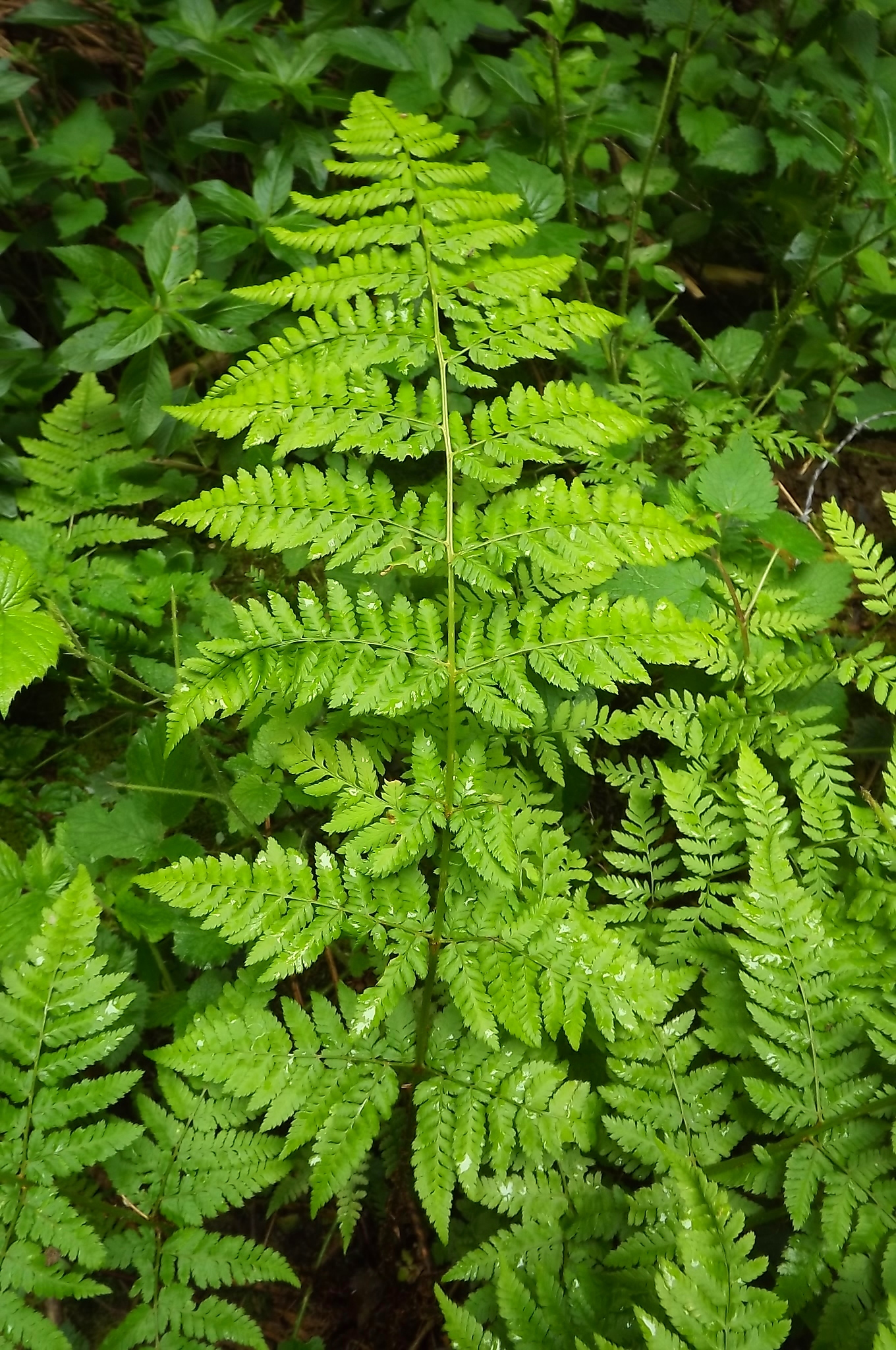
Nerecznica górska

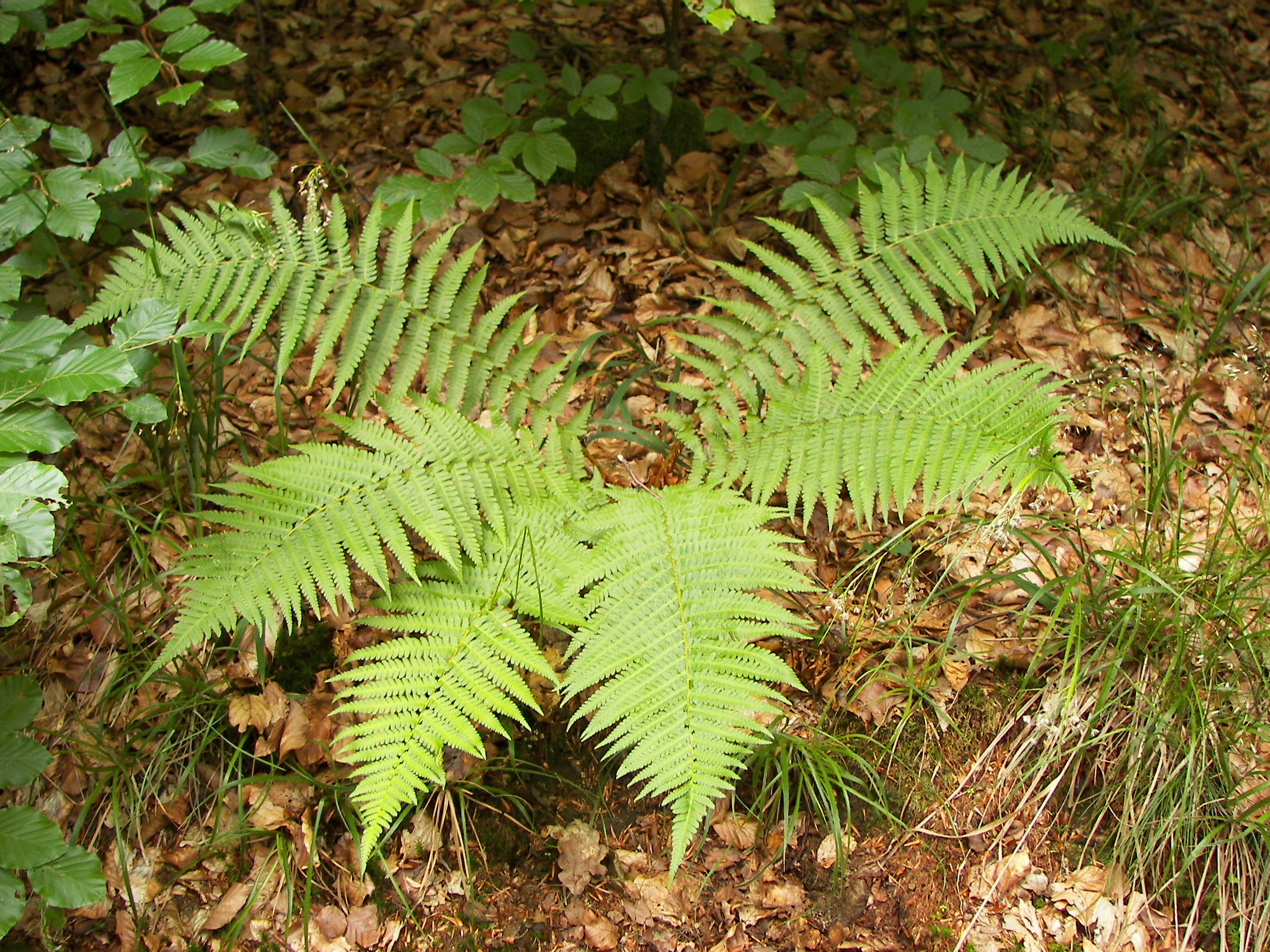
Nerecznica samcza

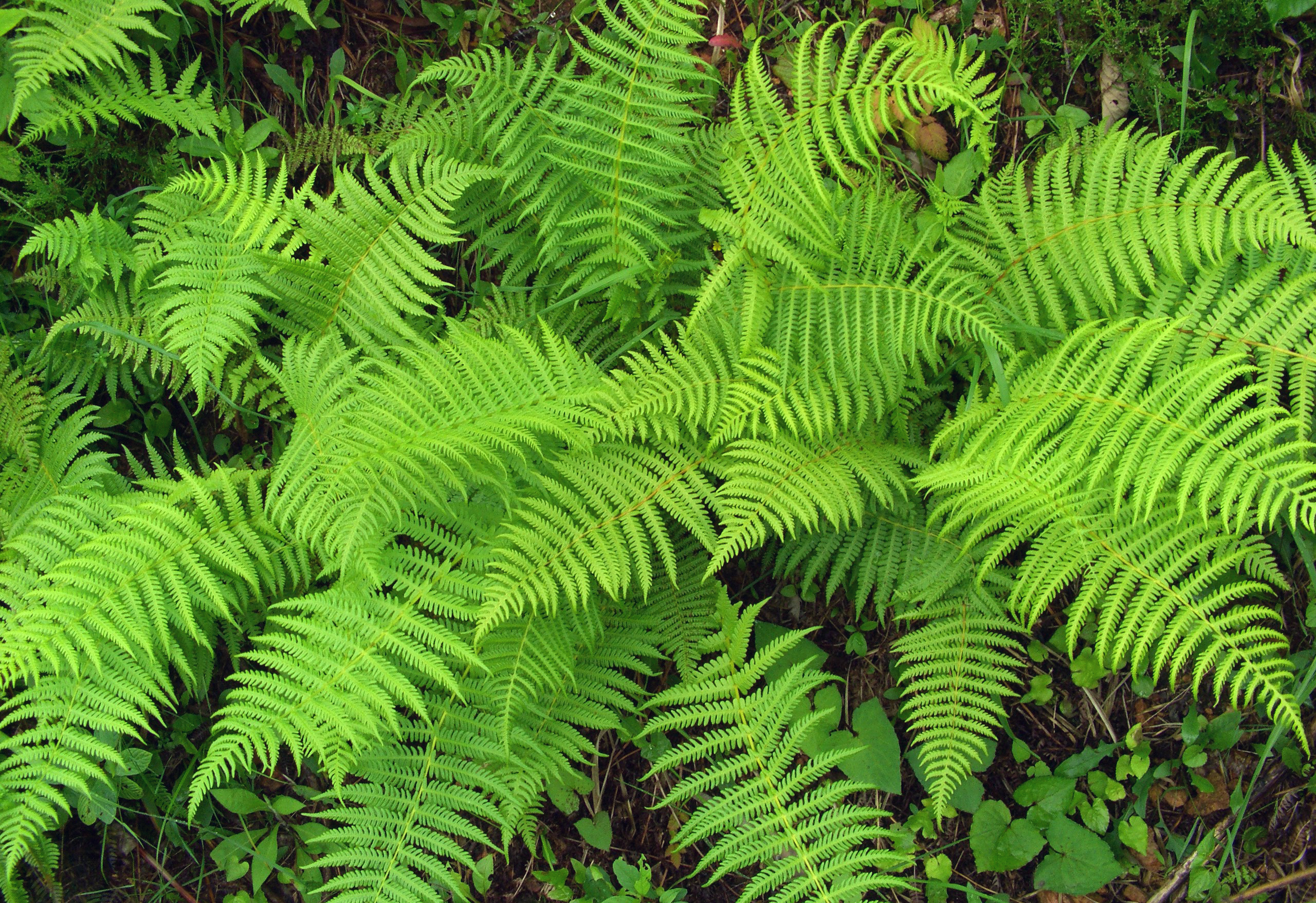
Nerecznica pośrednia

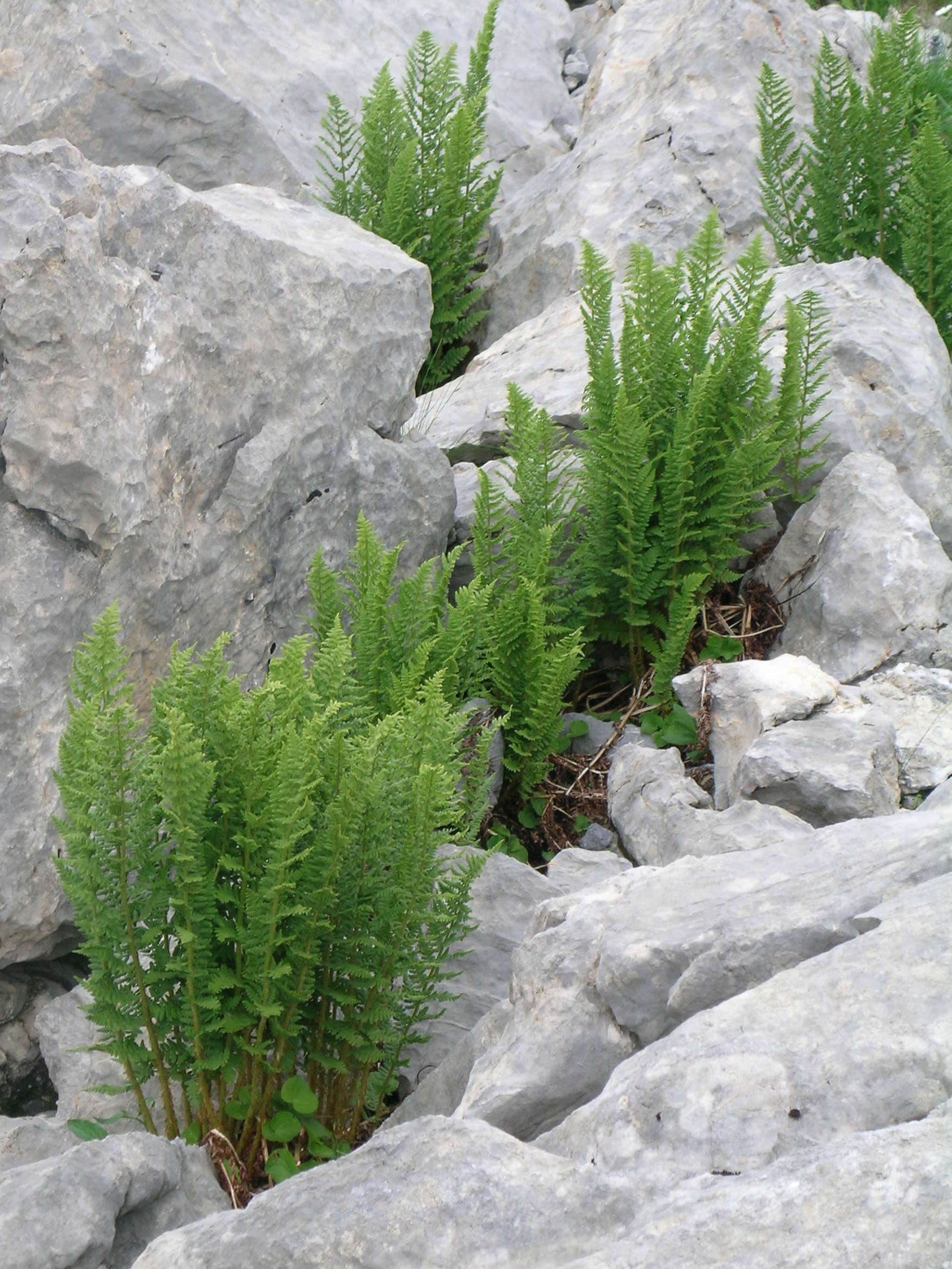
Nerecznica Villara

Jeden z sześciu rodzajów z podrodziny Dryopteridoideae z rodziny nerecznicowatych (Dryopteridaceae). Już w XXI wieku włączono do tego rodzaju kilka rodzajów zwykle wyodrębnianych w XX wieku, a które okazały się być w nim zagnieżdżone. Dotyczy to rodzajów: Acrophorus C.Presl, Dryopsis Holttum & P.J.Edwards, Nothoperanema (Tagawa) Ching, Peranema D.Don. W węższym ujęciu liczył ok. 250 gatunków, w szerszym należy do niego ok. 400.
Rodzajem siostrzanym jest Arachniodes.
Wykaz gatunków (nazwy zwyczajowe polskie według)
- Dryopteris abbreviata (Lam. & DC.) Newman – nerecznica mocna
- Dryopteris acutodentata Ching
- Dryopteris adnata (Blume) Alderw.
- Dryopteris aemula (Aiton) Kuntze
- Dryopteris aitoniana Pic.Serm.
- Dryopteris × alejandrei Pérez Carro & Fern.Areces
- Dryopteris × algonquinensis D.M.Britton
- Dryopteris alpestris Tagawa
- Dryopteris alpina Rosenst.
- Dryopteris × alpirsbachensis Freigang, Zenner, Bujnoch, S.Jess. & Magauer
- Dryopteris amblyodonta J.P.Roux
- Dryopteris × ambroseae Fraser-Jenk. & Jermy
- Dryopteris amurensis (Milde) Christ
- Dryopteris aneitensis (Hook.) C.Chr.
- Dryopteris angustifrons (T.Moore) Kuntze
- Dryopteris angustipalea Darnaedi, M.Kato & K.Iwats.
- Dryopteris annamensis (Tagawa) Li Bing Zhang
- Dryopteris antarctica (Baker) C.Chr.
- Dryopteris anthracinisquama Miyam.
- Dryopteris apiciflora (Wall. ex Mett.) Kuntze
- Dryopteris approximata Sledge
- Dryopteris × apuana Gibby, S.Jess. & Marchetti
- Dryopteris aquilinoides (Desv.) C.Chr.
- Dryopteris ardechensis Fraser-Jenk.
- Dryopteris × arecesiae Pérez Carro & T.E.Díaz
- Dryopteris arguta (Kaulf.) Watt
- Dryopteris ascensionis (Hook.) Kuntze
- Dryopteris assamensis (C.Hope) C.Chr. & Ching
- Dryopteris × asturiensis Fraser-Jenk. & Gibby
- Dryopteris athamantica (Kunze) Kuntze
- Dryopteris atrata (Wall. ex Kunze) Ching – nerecznica czarniawa
- Dryopteris aurantiaca J.P.Roux
- Dryopteris australis (Wherry) Small
- Dryopteris austroindica Fraser-Jenk.
- Dryopteris bamleriana Rosenst.
- Dryopteris baniensis Rosenst.
- Dryopteris barbigera (Hook.) Kuntze
- Dryopteris basisora Christ
- Dryopteris × benedictii (Farw.) Wherry
- Dryopteris bermudiana (Baker) Gilbert
- Dryopteris bernieri Tardieu
- Dryopteris bissetiana (Baker) C.Chr.
- Dryopteris blanfordii (C.Hope) C.Chr.
- Dryopteris bodinieri (Christ) C.Chr.
- Dryopteris bojeri Kuntze
- Dryopteris boottii (Tuck.) Underw.
- Dryopteris borbasii Litard.
- Dryopteris borreri Newman – nerecznica Borrera
- Dryopteris × brathaica Fraser-Jenk. & Reichst.
- Dryopteris × burgessii B.Boivin
- Dryopteris burnatii Christ & Wilczek
- Dryopteris cacaina Tagawa
- Dryopteris cambrensis (Fraser-Jenk.) Beitel & W.R.Buck – nerecznica walijska
- Dryopteris campyloptera Clarkson
- Dryopteris camusiae Fraser-Jenk.
- Dryopteris × cantabrica Alejandre, Pérez Carro & Fern.Areces
- Dryopteris caperata J.P.Roux
- Dryopteris caroli-hopei Fraser-Jenk.
- Dryopteris carthusiana (Vill.) H.P.Fuchs – nerecznica krótkoostna
- Dryopteris caucasica (A.Braun) Fraser-Jenk. & Corley
- Dryopteris caudipinna Nakai
- Dryopteris × cebennae Fraser-Jenk.
- Dryopteris × cedroensis Gibby & Widén
- Dryopteris celsa (W.Palmer)
- Dryopteris chaerophyllifolia (Zippel) C.Chr.
- Dryopteris championii (Benth.) C.Chr.
- Dryopteris chichisimensis Nakai ex H.Itô
- Dryopteris chinensis (Baker) Koidz.
- Dryopteris christenseniae (Ching) Li Bing Zhang
- Dryopteris chrysocoma (Christ) C.Chr.
- Dryopteris cicatricata J.P.Roux
- Dryopteris cinnamomea (Cav.) C.Chr.
- Dryopteris clarkei (Baker) Kuntze
- Dryopteris clintoniana Dowell – nerecznica Clintona
- Dryopteris cochleata (D.Don) C.Chr.
- Dryopteris cognata (C.Presl) Kuntze
- Dryopteris commixta Tagawa
- Dryopteris comorensis (Tardieu) Fraser-Jenk.
- Dryopteris × complanata Fraser-Jenk.
- Dryopteris × complexa Fraser-Jenk.
- Dryopteris conjugata Ching
- Dryopteris conversa Alderw.
- Dryopteris × convoluta Fraser-Jenk.
- Dryopteris corleyi Fraser-Jenk.
- Dryopteris × correllii W.H.Wagner & A.V.Gilman
- Dryopteris costalisora Tagawa
- Dryopteris crassirhizoma Nakai
- Dryopteris crinalis (Hook. & Arn.) C.Chr.
- Dryopteris crispifolia Rasbach, Reichst. & G.Vida – nerecznica kędzierzawa
- Dryopteris cristata (L.) A.Gray – nerecznica grzebieniasta
- Dryopteris × critica (Fraser-Jenk.) Fraser-Jenk.
- Dryopteris cycadina (Franch. & Sav.) C.Chr. – nerecznica cykasowata
- Dryopteris cyclopeltidiformis C.Chr.
- Dryopteris cyclosorus Alderw.
- Dryopteris damingshanensis  Li Bing Zhang & H.M.Liu
- Dryopteris daozhenensis P.S.Wang & X.Y.Wang
- Dryopteris decipiens (Hook.) Kuntze
- Dryopteris dehuaensis Ching & K.H.Shing
- Dryopteris deparioides (T.Moore) Kuntze
- Dryopteris devriesei
- Dryopteris × deweveri (Jansen) Jansen & Wachter
- Dryopteris diacalpioides (Ching) Li Bing Zhang
- Dryopteris dickinsii (Franch. & Sav.) C.Chr.
- Dryopteris dicksonioides (Mett.) Copel.
- Dryopteris diffracta (Baker) C.Chr.
- Dryopteris dilatata (Hoffm.) A.Gray – nerecznica szerokolistna
- Dryopteris × doeppii Rothm.
- Dryopteris × doluchanovii Askerov
- Dryopteris × dowellii (Farw.) Wherry
- Dryopteris dracomontana Schelpe & N.C.Anthony
- Dryopteris drakei C.Chr.
- Dryopteris dulongensis (S.K.Wu & X.Cheng) Li Bing Zhang
- Dryopteris edwardsii Fraser-Jenk.
- Dryopteris enneaphylla (Baker) C.Chr.
- Dryopteris erythrosora (D.C.Eaton) Kuntze – nerecznica czerwonozarodnikowa
- Dryopteris erythrovaria K.Hori & N.Murak.
- Dryopteris × euxinensis Fraser-Jenk. & Corley
- Dryopteris expansa (C.Presl) Fraser-Jenk. & Jermy – nerecznica górska
- Dryopteris fadenii Pic.Serm.
- Dryopteris fangii Ching, Fraser-Jenk. & Z.R.Wang
- Dryopteris fengiana (Ching) ined.
- Dryopteris ferruginea (Baker) Kuntze
- Dryopteris filipaleata J.P.Roux
- Dryopteris filix-mas (L.) Schott – nerecznica samcza
- Dryopteris flaccisquama A.Rojas
- Dryopteris flemingii Fraser-Jenk.
- Dryopteris formosana (Christ) C.Chr.
- Dryopteris fragrans (L.) Schott
- Dryopteris fragrantiformis  Tzvelev
- Dryopteris × fraser-jenkinsii Gibby & Widén
- Dryopteris fructuosa (Christ) C.Chr.
- Dryopteris × fujipedis Sa.Kurata
- Dryopteris × furadensis Bennert, Rasbach, K.Rasbach & Viane
- Dryopteris fuscipes C.Chr.
- Dryopteris fuscoatra (Hillebr.) W.J.Rob.
- Dryopteris futura A.R.Sm.
- Dryopteris gamblei (C.Hope) C.Chr.
- Dryopteris gemmifera S.Y.Dong
- Dryopteris × ghatakii Fraser-Jenk.
- Dryopteris glabra (Brack.) Kuntze
- Dryopteris glandulosopaleata J.P.Roux
- Dryopteris goeringiana (Kunze) Koidz.
- Dryopteris goldieana (Hook. ex Goldie) A.Gray – nerecznica Goldiego, n. złotołuska
- Dryopteris × gomerica Gibby & Widén
- Dryopteris gonggaensis H.S.Kung, Li Bing Zhang & X.S.Guo
- Dryopteris gorgonea J.P.Roux
- Dryopteris × gotenbaensis Nakaike
- Dryopteris × graeca Fraser-Jenk. & Gibby
- Dryopteris grandifrons Li Bing Zhang
- Dryopteris guanchica Gibby & Jermy
- Dryopteris guangxiensis S.G.Lu
- Dryopteris gymnophylla (Baker) C.Chr.
- Dryopteris gymnosora (Makino) C.Chr.
- Dryopteris habaensis Ching
- Dryopteris hadanoi Sa.Kurata
- Dryopteris × haganecola Sa.Kurata
- Dryopteris × hakonecola Sa.Kurata
- Dryopteris handeliana C.Chr.
- Dryopteris hangchowensis Ching
- Dryopteris hasseltii (Blume) C.Chr.
- Dryopteris hawaiiensis (Hillebr.) W.J.Rob.
- Dryopteris hendersonii (Bedd.) C.Chr.
- Dryopteris herbacea Alderw.
- Dryopteris heterolaena C.Chr.
- Dryopteris hezhangensis P.S.Wang
- Dryopteris himachalensis Fraser-Jenk.
- Dryopteris hirtipes (Blume) Kuntze
- Dryopteris × hisatsuana Sa.Kurata
- Dryopteris × holttumii Li Bing Zhang
- Dryopteris hondoensis Koidz.
- Dryopteris huberi C.Chr.
- Dryopteris immixta Ching
- Dryopteris inaequalis (Schltdl.) Kuntze
- Dryopteris indonesiana Darnaedi, M.Kato & K.Iwats.
- Dryopteris indusiata Makino & Yamam. – nerecznica okryta
- Dryopteris × initialis Fraser-Jenk. & Corley
- Dryopteris insularis Kodama
- Dryopteris integriloba C.Chr.
- Dryopteris intermedia A.Gray
- Dryopteris inuyamensis H.Itô
- Dryopteris iranica Fraser-Jenk.
- Dryopteris jiucaipingensis  P.S.Wang, Q.Luo & Li Bing Zhang
- Dryopteris juxtaposita Christ
- Dryopteris karwinskyana Kuntze
- Dryopteris kashmiriana Fraser-Jenk. & Widén
- Dryopteris katangaensis J.P.Roux
- Dryopteris kawakamii Hayata
- Dryopteris kerryensis (Fraser-Jenk.) P.D.Sell
- Dryopteris khullarii Fraser-Jenk.
- Dryopteris kilemensis (Kuhn) Kuntze
- Dryopteris kinkiensis Koidz. ex Tagawa
- Dryopteris kinokuniensis Sa.Kurata
- Dryopteris knoblochii A.R.Sm.
- Dryopteris kobayashii Kitag.
- Dryopteris koidzumiana Tagawa
- Dryopteris komarovii Kossinsky
- Dryopteris kominatoensis Tagawa
- Dryopteris × kouzaii Akasawa
- Dryopteris kwanzanensis Tagawa
- Dryopteris labordei (Christ) C.Chr.
- Dryopteris lacera (Thunb.) Kuntze
- Dryopteris lacunosa S.Jess., Zenner, Chr.Stark & Bujnoch
- Dryopteris × lawalreei Janch.
- Dryopteris × leedsii Wherry
- Dryopteris lepidopoda Hayata
- Dryopteris lepidorachis C.Chr.
- Dryopteris lepinei (Kuhn) Kuntze
- Dryopteris leucorhachis (Cheeseman) C.Chr.
- Dryopteris lewalleana Pic.Serm.
- Dryopteris liankwangensis Ching
- Dryopteris liboensis P.S.Wang, X.Y.Wang & Li Bing Zhang
- Dryopteris × liddarensis Fraser-Jenk.
- Dryopteris × litardierei Rothm.
- Dryopteris × loyalii Fraser-Jenk.
- Dryopteris ludens (Baker) C.Chr.
- Dryopteris ludoviciana (Kunze) Small
- Dryopteris lunanensis (Christ) C.Chr.
- Dryopteris × lunensis Gibby, S.Jess. & Marchetti
- Dryopteris lustrata C.Chr.
- Dryopteris × macdonellii Fraser-Jenk.
- Dryopteris macrochlamys (Fée) Fraser-Jenk.
- Dryopteris macrolepidota Copel.
- Dryopteris macropholis Lorence & W.L.Wagner
- Dryopteris × madalenae Fraser-Jenk.
- Dryopteris mangindranensis  Tardieu
- Dryopteris manipurensis (Bedd.) C.Chr.
- Dryopteris manniana (Hook.) C.Chr.
- Dryopteris × mantoniae Fraser-Jenk. & Corley
- Dryopteris marginalis (L.) A.Gray – nerecznica obrzeżona
- Dryopteris marginata (C.B.Clarke) Christ
- Dryopteris × martinsiae Fraser-Jenk.
- Dryopteris mauiensis C.Chr.
- Dryopteris maximowicziana (Miq.) C.Chr.
- Dryopteris maximowiczii (Baker) Kuntze
- Dryopteris maxonii Underw. & C.Chr.
- Dryopteris mayebarae Tagawa
- Dryopteris meghalaica Fraser-Jenk. & Gibby
- Dryopteris melanocarpa Hayata
- Dryopteris × mickelii J.H.Peck
- Dryopteris microlepioides C.Chr.
- Dryopteris microlepis (Baker) C.Chr.
- Dryopteris mindshelkensis Pavlov
- Dryopteris × mituii Seriz.
- Dryopteris × miyazakiensis  Miyam.
- Dryopteris × montgomeryi Fraser-Jenk. & Widén
- Dryopteris monticola (Makino) C.Chr.
- Dryopteris montigena Ching
- Dryopteris munchii A.R.Sm.
- Dryopteris namegatae (Sa.Kurata) Sa.Kurata
- Dryopteris napoleonis (Bory) Kuntze
- Dryopteris neoassamensis Ching
- Dryopteris × neoinconspicua P.D.Sell
- Dryopteris × neowherryi W.H.Wagner
- Dryopteris nidus (Baker) Li Bing Zhang
- Dryopteris nigropaleacea (Fraser-Jenk.) Fraser-Jenk.
- Dryopteris nipponensis Koidz.
- Dryopteris nodosa (C.Presl) Li Bing Zhang
- Dryopteris nubigena Maxon & C.V.Morton
- Dryopteris obtusiloba Kuntze
- Dryopteris occidentalis J.P.Roux
- Dryopteris odontoloma (T.Moore ex Bedd.) C.Chr.
- Dryopteris okinawensis H.Itô
- Dryopteris oligodonta (Desv.) Pic.Serm.
- Dryopteris oreades Fomin
- Dryopteris × orexpansa Pérez Carro & Fern.Areces
- Dryopteris otomasui Sa.Kurata
- Dryopteris paleaceolobata (T.Moore) P.D.Sell
- Dryopteris paleolata (Pic.Serm.) Li Bing Zhang
- Dryopteris pallida (Bory) Maire & Petitm.
- Dryopteris panda (C.B.Clarke) C.Chr.
- Dryopteris papuae-novae-guineae Li Bing Zhang
- Dryopteris papuana C.Chr.
- Dryopteris parrisiae Fraser-Jenk.
- Dryopteris patula (Sw.) Underw.
- Dryopteris paucisora Copel.
- Dryopteris pauliae Fraser-Jenk., Widén & Gibby
- Dryopteris peninsulae Kitag.
- Dryopteris pentheri (Krasser) C.Chr.
- Dryopteris peranema Li Bing Zhang
- Dryopteris permagna M.G.Price
- Dryopteris × picoensis Fraser-Jenk. & Gibby
- Dryopteris pittsfordensis Sloss.
- Dryopteris podophylla (Hook.) Kuntze
- Dryopteris poilanei Tardieu
- Dryopteris polita Rosenst.
- Dryopteris polylepis (Franch. & Sav.) C.Chr.
- Dryopteris pontica (Fraser-Jenk.) Fraser-Jenk.
- Dryopteris porosa Ching
- Dryopteris protobissetiana  K.Hori & N.Murak.
- Dryopteris × pseudoabbreviata Jermy
- Dryopteris pseudocaenopteris (Kunze) Li Bing Zhang
- Dryopteris × pseudocommixta Sa.Kurata
- Dryopteris pseudocomplexa (Fraser-Jenk.) P.D.Sell
- Dryopteris pseudodisjuncta  (Fraser-Jenk.) Fraser-Jenk. – nerecznica elegancka
- Dryopteris pseudofilix-mas  (Fée) Rothm.
- Dryopteris × pseudohangchowensis Miyam.
- Dryopteris pseudolunanensis Tagawa
- Dryopteris pseudoparasitica Alderw.
- Dryopteris pseudosieboldii  Hayata
- Dryopteris pseudosparsa Ching
- Dryopteris pteridiiformis Christ
- Dryopteris pulvinulifera (Bedd.) Kuntze
- Dryopteris purpurascens Christ
- Dryopteris pycnopteroides (Christ) C.Chr.
- Dryopteris raiateensis (J.W.Moore) Li Bing Zhang
- Dryopteris ramosa (C.Hope) C.Chr.
- Dryopteris rarissima Sa.Kurata
- Dryopteris raynalii Tardieu
- Dryopteris redactopinnata Soumen K.Basu & Panigrahi
- Dryopteris reflexosquamata  Hayata
- Dryopteris remota (Döll) Druce – nerecznica pośrednia
- Dryopteris remotipinnula Bonap.
- Dryopteris remotissima (Christ) Koidz.
- Dryopteris rhomboideo-ovata H.Itô
- Dryopteris rodolfii J.P.Roux
- Dryopteris × ronald-vianensis Pérez Carro & Fern.Areces
- Dryopteris rossii C.Chr.
- Dryopteris rosthornii (Diels) C.Chr.
- Dryopteris rubiginosa (Brack.) Kuntze
- Dryopteris rubrobrunnea W.M.Chu
- Dryopteris ruwenzoriensis C.Chr. ex Fraser-Jenk.
- Dryopteris ryo-itoana Sa.Kurata
- Dryopteris sabaei (Franch. & Sav.) C.Chr.
- Dryopteris sacrosancta Koidz.
- Dryopteris saffordii C.Chr.
- Dryopteris sandwicensis (Hook. & Arn.) C.Chr.
- Dryopteris × sardoa Fraser-Jenk., Reichst
- Dryopteris × sarvelae Fraser-Jenk. & Jermy
- Dryopteris × satsumana Sa.Kurata
- Dryopteris saxifraga H.Itô
- Dryopteris scabrosa (Kunze) Kuntze
- Dryopteris schimperiana (Hochst.) C.Chr.
- Dryopteris schnellii Tardieu
- Dryopteris scottii (Bedd.) Ching
- Dryopteris separabilis Small
- Dryopteris sericea C.Chr.
- Dryopteris serratodentata (Bedd.) Hayata
- Dryopteris shiakeana H.Shang & Y.H.Yan
- Dryopteris shibipedis Sa.Kurata
- Dryopteris × shibisanensis  Sa.Kurata
- Dryopteris shikokiana (Makino) C.Chr.
- Dryopteris shiroumensis Sa.Kurata & Nakam.
- Dryopteris shorapanensis Askerov
- Dryopteris sichotensis Kom.
- Dryopteris sieboldii (Van Houtte) Kuntze – nerecznica Siebolda
- Dryopteris sikkimensis (Bedd.) Kuntze
- Dryopteris simasakii (H.Itô) Sa.Kurata
- Dryopteris × sjoegrenii Fraser-Jenk.
- Dryopteris sledgei Fraser-Jenk.
- Dryopteris × slossoniae Wherry ex Lellinger
- Dryopteris sordidipes Tagawa
- Dryopteris sororia (Maxon) M.A.McHenry, Sundue & Barrington
- Dryopteris sparsa (D.Don) Kuntze
- Dryopteris speciosissima Copel.
- Dryopteris sphaeropteroides (Baker) C.Chr.
- Dryopteris splendens (Desv.) Kuntze
- Dryopteris squamiseta (Hook.) Kuntze
- Dryopteris stanley-walkeri  Fraser-Jenk.
- Dryopteris stenolepis (Baker) C.Chr.
- Dryopteris stewartii Fraser-Jenk.
- Dryopteris subarborea (Baker) C.Chr.
- Dryopteris subatrata Tagawa
- Dryopteris × subaustriaca Rothm.
- Dryopteris subbipinnata W.H.Wagner & R.W.Hobdy
- Dryopteris subcochleata Fraser-Jenk. & Khatri Chhetri
- Dryopteris subexaltata (Christ) C.Chr.
- Dryopteris subhikonensis K.Hori & N.Murak.
- Dryopteris subimpressa Loyal
- Dryopteris sublacera Christ
- Dryopteris submarginata Rosenst.
- Dryopteris subpycnopteroides Ching ex Fraser-Jenk.
- Dryopteris subreflexipinna  M.Ogata
- Dryopteris subtriangularis  (C.Hope) C.Chr.
- Dryopteris subtsushimensis  K.Hori & N.Murak.
- Dryopteris × sugino-takaoi  Sa.Kurata
- Dryopteris sweetiorum Lorence & W.L.Wagner
- Dryopteris tahmingensis Ching
- Dryopteris × takachihoensis Miyam.
- Dryopteris takeuchiana Koidz.
- Dryopteris tamiensis Brause
- Dryopteris × tauschii (Celak.) Domin
- Dryopteris × tavelii Rothm.
- Dryopteris × telesii Fraser-Jenk.
- Dryopteris tenuicula C.G.Matthew & Christ
- Dryopteris tenuipes (Rosenst.) Seriz.
- Dryopteris tetrapinnata W.H.Wagner & Hobdy
- Dryopteris tetsu-yamanakae  Sa.Kurata
- Dryopteris tingiensis Ching & S.K.Wu ex Fraser-Jenk.
- Dryopteris × tokudae Sugim.
- Dryopteris tokyoensis (Matsum.) C.Chr. – nerecznica tokijska
- Dryopteris toyamae Tagawa
- Dryopteris transmorrisonensis (Hayata) Hayata
- Dryopteris tricellularis J.P.Roux
- Dryopteris × triploidea Wherry
- Dryopteris tsoongii Ching
- Dryopteris tsugiwoi Sa.Kurata
- Dryopteris tsushimensis K.Hori & N.Murak.
- Dryopteris tsutsuiana Sa.Kurata
- Dryopteris tyrrhena Fraser-Jenk. & Reichst
- Dryopteris × uliginosa (A.Braun ex Döll) Kuntze ex Druce
- Dryopteris unidentata (Hook. & Arn.) C.Chr.
- Dryopteris uniformis (Makino) Makino
- Dryopteris × uralensis Gureeva & Moczalov
- Dryopteris varia (L.) Kuntze
- Dryopteris vescoi (Drake) C.Chr.
- Dryopteris × vidae Fraser-Jenk. & Gibby
- Dryopteris vidyae Fraser-Jenk.
- Dryopteris villarii (Bellardi) Woyn. ex Schinz & Thell. – nerecznica Villara
- Dryopteris viscidula Kuntze
- Dryopteris wallichiana (Spreng.) Hyl. – nerecznica Wallicha
- Dryopteris wardii (Baker) Kuntze
- Dryopteris × watanabei Sa.Kurata
- Dryopteris wattsii M.McKeown, Sundue & Barrington
- Dryopteris × wechteriana Fraser-Jenk.
- Dryopteris whangshangensis  Ching
- Dryopteris wideniana Fraser-Jenk.
- Dryopteris woodsiisora Hayata
- Dryopteris × woynarii Rothm.
- Dryopteris wuyishanica Ching & P.C.Chiu
- Dryopteris xanthomelas (Christ) C.Chr.
- Dryopteris xunwuensis Ching & K.H.Shing
- Dryopteris × yamashitae Sa.Kurata
- Dryopteris yongdeensis W.M.Chu ex S.G.Lu
- Dryopteris yoroii Seriz.
- Dryopteris × yuyamae Sa.Kurata
- Dryopteris zayuensis Ching & S.K.Wu
- Dryopteris zhenfengensis P.S.Wang & X.Y.Wang
- Dryopteris × zygoparentali s Fraser-Jenk.

## Nazewnictwo
Nazwa nerecznica wywodzi się od nerkowatego kształtu kupek zarodni na dolnej stronie liści. Bardzo często stosowana jest (nawet w botanicznej literaturze naukowej) niepoprawna nazwa rodzajowa narecznica. Jest ona wynikiem błędu drukarskiego w kluczu do oznaczania Rośliny polskie, wielokrotnie potem powielanego w bazujących na nim opracowaniach.